# にげない。 -あたしたちの格差ライフ-
『にげない。 -あたしたちの格差ライフ-』（にげない。 -あたしたちのかくさライフ-）は、高上優里子による日本の漫画作品。

## 概要
『なかよしラブリー』（講談社）において、2009年に連載されていた（全4話）。

## 書誌情報
高上優里子 『にげない。 -あたしたちの格差ライフ-』 講談社〈講談社コミックスなかよし〉、全1巻
- 1巻、2010年4月6日発行、ISBN 978-4-06-364261-2